# Werner Fuetterer
Werner Fuetterer (* 10. Januar 1907 in Barth; † 7. Februar 1991 in Benidorm, Spanien) war ein deutscher Schauspieler.

## Leben
Fuetterer wuchs in Guatemala auf, wo sein Vater eine Hacienda betrieb. 1919 kam die Familie wieder nach Deutschland und ließ sich in Lübeck nieder. Im Herbst 1924 wurde er in die Berliner Schauspielschule aufgenommen. Wegen eines überraschenden Filmangebotes aus Schweden Ende 1924 verließ er die Schauspielschule vorzeitig.
Als jugendlicher Liebhaber wurde Fuetterer schnell ein gefragter Stummfilmschauspieler der zwanziger Jahre. Seine wohl bedeutendste Rolle dieser Zeit spielte er als Erzengel Michael in der Literaturverfilmung Faust – eine deutsche Volkssage. Bald blieben ihm allerdings nur noch Nebenrollen. Häufig fungierte er als guter Freund des Hauptdarstellers, so in den Rühmann-Filmen Der Mustergatte und Ich vertraue Dir meine Frau an. Fuetterer spielte nebenher auch Theater und unternahm von 1937 bis 1939 eine Tournee durch die USA.
Nach dem Krieg konnte er seine Karriere problemlos fortsetzen und fungierte viele Jahre als Vorsitzender des inzwischen aufgelösten Verbandes deutscher Filmdarsteller. Seit 1957 lebte er in Spanien und betrieb dort eine Camping- und Bungalowanlage.

## Filmografie
- 1925: Flygande Holländaren
- 1926: Die Brüder Schellenberg
- 1926: Die Abenteuer eines Zehnmarkscheines
- 1926: Ich hab' mein Herz in Heidelberg verloren
- 1926: Die Wiskottens
- 1926: Kubinke, der Barbier, und die drei Dienstmädchen
- 1926: Faust – eine deutsche Volkssage
- 1926: Die keusche Susanne
- 1926: Durchlaucht Radieschen
- 1927: Der Sohn der Hagar
- 1927: Am Rüdesheimer Schloß steht eine Linde
- 1927: Das Fräulein von Kasse 12
- 1927: Grand Hotel …!
- 1927: Glanz und Elend der Kurtisanen
- 1927: Ich war zu Heidelberg Student
- 1927: Glanz und Elend der Kurtisanen
- 1927: Der Fürst von Pappenheim
- 1927: Die sieben Töchter der Frau Gyurkovics
- 1928: So küßt nur eine Wienerin
- 1928: Ledige Mütter
- 1928: Die tolle Komteß
- 1928: Artisten
- 1928: Befehl zur Ehe
- 1928: Das Girl von der Revue
- 1928: Du sollst nicht stehlen
- 1928: Küsse, die man nie vergisst
- 1928: Die schönste Frau von Paris
- 1928: Die Wochenendbraut
- 1929: Im Prater blüh’n wieder die Bäume
- 1929: Mein Herz gehört Dir…
- 1929: Das Mädel mit der Peitsche
- 1929: Morgenröte
- 1929: Sturmflut der Liebe
- 1929: L'évadée
- 1930: Das Rheinlandmädel
- 1930: Ich glaub' nie mehr an eine Frau
- 1930: Wiener Herzen (Erzherzog Otto und das Wäschermädel)
- 1930: O alte Burschenherrlichkeit
- 1931: Die Frau – Die Nachtigall
- 1931: In Wien hab' ich einmal ein Mädel geliebt
- 1931: Ehe m.b.H.
- 1932: Die Vier um Bob 13
- 1932: Kreuzer Emden
- 1932: Die grausame Freundin
- 1932: Nacht der Versuchung
- 1933: Adjutant seiner Hoheit
- 1933: Die Tochter des Regiments
- 1933: Heimat am Rhein
- 1934: Achtung! Wer kennt diese Frau?
- 1934: Was bin ich ohne Dich
- 1934: Einmal eine große Dame sein
- 1937: Der Mustergatte
- 1938: Ziel in den Wolken
- 1939: Zentrale Rio
- 1939: Der singende Tor
- 1939: La casa lontana (italienische Fassung von Der singende Tor)
- 1940: Ein Mann auf Abwegen
- 1941: Heimkehr
- 1942: Der Seniorchef
- 1943: Ich vertraue Dir meine Frau an
- 1943: Leichtes Blut
- 1943: Fritze Bollmann wollte angeln
- 1943: Um 9 kommt Harald
- 1944/48: Fahrt ins Glück
- 1945: Die Jahre vergehen
- 1950: Geliebter Lügner
- 1951: Es geschehen noch Wunder
- 1951: Entscheidung vor Morgengrauen
- 1951: Das seltsame Leben des Herrn Bruggs
- 1952: Bis wir uns wiederseh’n
- 1952: Das kann jedem passieren
- 1952: Ferien vom Ich
- 1953: Der Kaplan von San Lorenzo
- 1953: Salto Mortale
- 1953: Keine Angst vor großen Tieren
- 1953: Christina
- 1953: Heimlich, still und leise
- 1953: Die Privatsekretärin
- 1954: Meine Schwester und ich
- 1954: An jedem Finger zehn
- 1955: Die Stadt ist voller Geheimnisse
- 1955: Liebe, Tanz und 1000 Schlager
- 1955: Die Wirtin an der Lahn
- 1955: Des Teufels General
- 1955: Ich weiß, wofür ich lebe
- 1955: In Hamburg sind die Nächte lang
- 1956: Du bist Musik
- 1957: Träume von der Südsee
- 1957: Siebenmal in der Woche
- 1958: Heimatlos
- 1958: Frau im besten Mannesalter
- 1958: Nick Knattertons Abenteuer
- 1959: Tausend Sterne leuchten
- 1959: La Paloma
- 1960: Ein Student ging vorbei
- 1960: Liebling der Götter
- 1960: Das hab’ ich in Paris gelernt
- 1967: Mister Dynamit – Morgen küßt Euch der Tod
- 1976: Die Standarte